# Hôtel de préfecture de la Corrèze
L'hôtel de préfecture de la Corrèze est un bâtiment situé à Tulle, en France. Il sert de préfecture au département de la Corrèze.

## Localisation
La préfecture est située dans le département français de la Corrèze, sur la commune de Tulle. Il est situé rue Souham.

## Historique
La construction de l'édifice débute en 1866, mais les travaux sont interrompus en 1870 par la Guerre franco-allemande. L'hôtel de préfecture est finalement terminé en 1880.
Le bâtiment est inscrit au titre des monuments historiques le 4 mai 2000.